# Teixeira Machado
Geraldo Teixeira Machado (Guaratinguetá, São Paulo, 15 de março de 1906 — 1973) foi um escultor brasileiro. Filho de Maria Francisca e Fernando Pedro Teixeira Machado, fez os cursos primários, ginasiais e colegiais em Guaratinguetá e mais tarde seguiu para o Rio de Janeiro, onde freqüentou a Escola Nacional de Belas Artes. Suas primeiras esculturas datam da década de 1918 e sua primeira encomenda oficial, por volta de 1924, retratava a imagem da Santa Escolástica para a Capela do Bairro do Brumado, em sua terra natal.  

## Formação
Na ENBA foi aluno de Rodolfo Chamberlain, Modesto Brócos, Humberto Cozzo, dentre outros. Estreitou relações com os pintores Antonio Parreiras, Manoel Santiago, Aurélio D’Alincourt, Manoel Madruga e Oswaldo Teixeira, e também enveredou-se na arte da pintura. Ainda no Rio, conviveu com os arquitetos Oscar Niemayer e Lúcio Costa, o cientista Bruno Lobo, os escritores Pardal Mallet, Bastos Tigre e Rodrigo Octávio; além de grandes figuras nacionais como o compositor Pixinguinha, o violonista Dilermando Reis e o pintor Gastão Formenti, esses últimos seus conterrâneos. 
Participou de inúmeras exposições no Vale do Paraíba, São Paulo e Rio de Janeiro, tendo a oportunidade de expor suas obras ao povo. Em meados da década de 1950, Teixeira Machado deslocou – se para o Vale do Paraíba e mais precisamente em São José dos Campos, se instalou provisoriamente para a confecção de encomendas oficiais. Mais tarde em Pindamonhangaba, procedeu da mesma forma. Na década de 1960, montou seu ateliê em Aparecida, onde ministrou cursos de desenho, pintura e escultura. Nessa época, esculpiu em bronze a estátua de seu primeiro prefeito, Dr. Américo Alves Pereira Filho.

## Ateliê
O atelier chamado de "Santo Estevão" era fértil e muito produtivo, constituindo–se em ponto de apoio a todos os amantes das artes, além de parada obrigatória a intelectuais e artistas do eixo Rio-São Paulo, que passavam pelo Vale, como Chico Santeiro, Theodoro Meirelles, Conceição Borges Ribeiro Camargo, José Luiz Pasin, Walmor Chagas, Juvêncio Arneiro Filho, Rafael Marotta, Mazzaropi, Hebe Camargo, Benedito Guimarães, e outros. Um de seus pupilos foi o pintor Gilberto Gomes, que conviveu seis anos com ele e mais tarde especializou-se em arte sacra sem deixar-se bitolar em um único segmento artístico. Gilberto Gomes conta que foi "[...] recebido pelo mestre Teixeira Machado, grande escultor de renome que tinha em seu ateliê um grupo de pessoas que se dedicavam ao aprendizado das artes. O mestre conversou comigo e analisou meus desenhos. Por lá fiquei trabalhando como seu auxiliar."

## Reconhecimento
Recebeu diversos prêmios como a grande Medalha de Ouro no Salão de Belas Artes do Rio de Janeiro e uma viagem à Europa em 1945 "a qual não pôde fazer por virtude da guerra". Machado faleceu em 1973 na Santa Casa de Misericórdia de Guaratinguetá, no dia 18 de dezembro de 1973, sendo sepultado no Cemitério da Irmandade de Nosso Senhor dos Passos. Muitas de suas obras estão catalogadas em vários segmentos de arte e cultura do Brasil e no exterior.

## Galeria

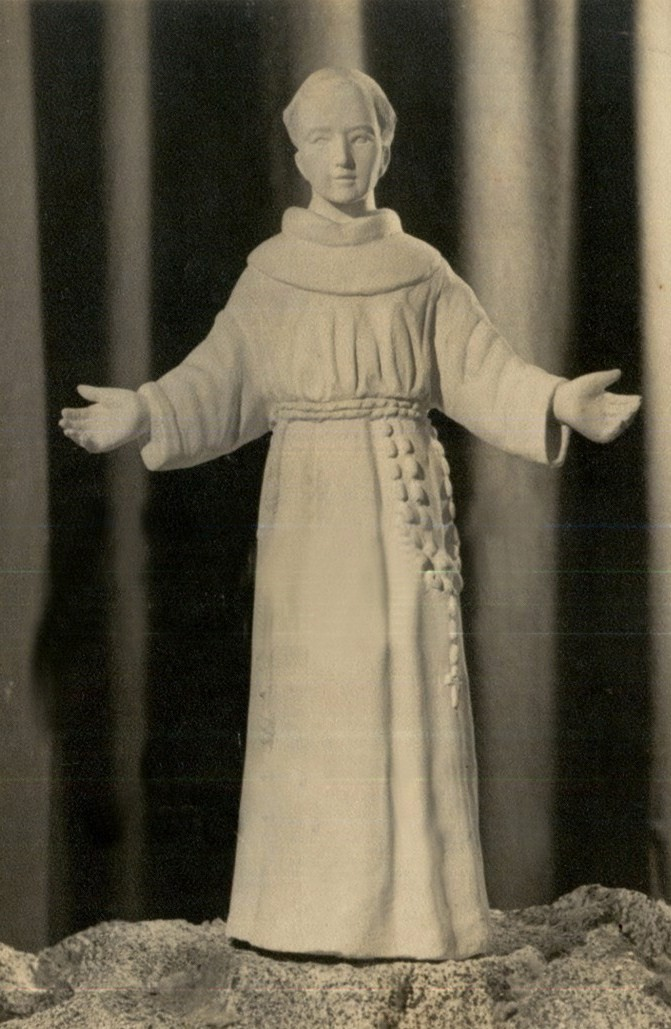
Maquete de Santo Antônio.
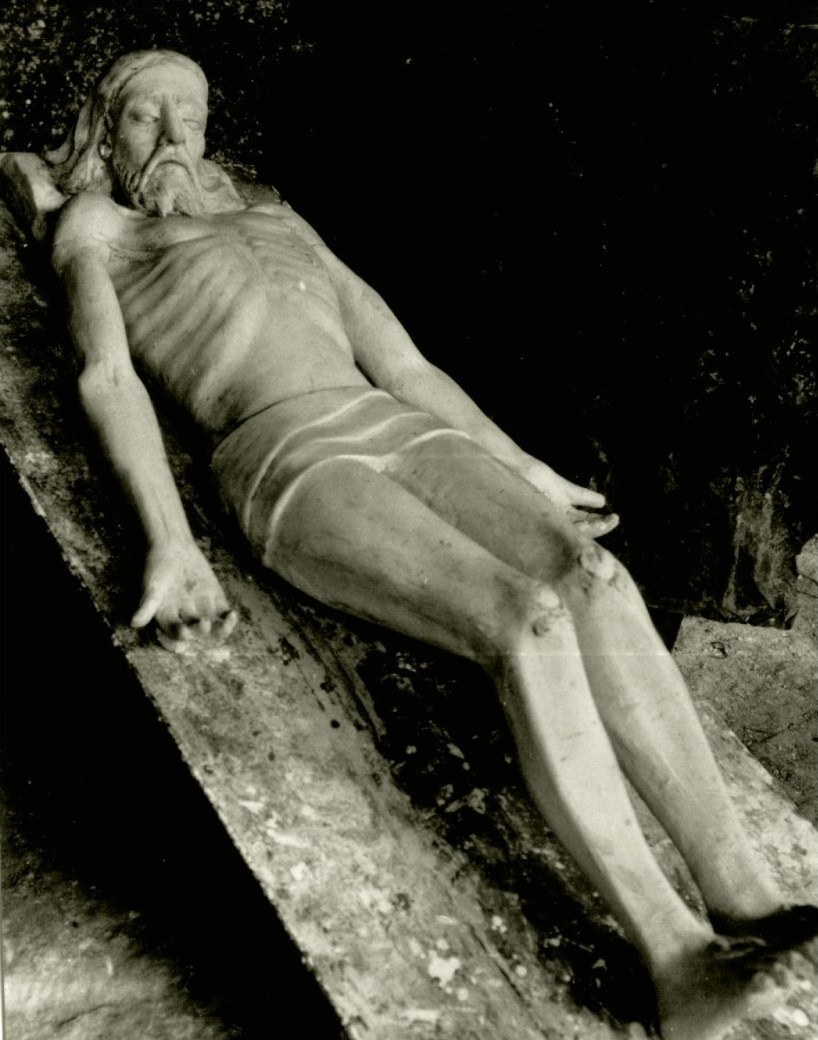
Senhor Morto, escultura de Jesus na cruz.
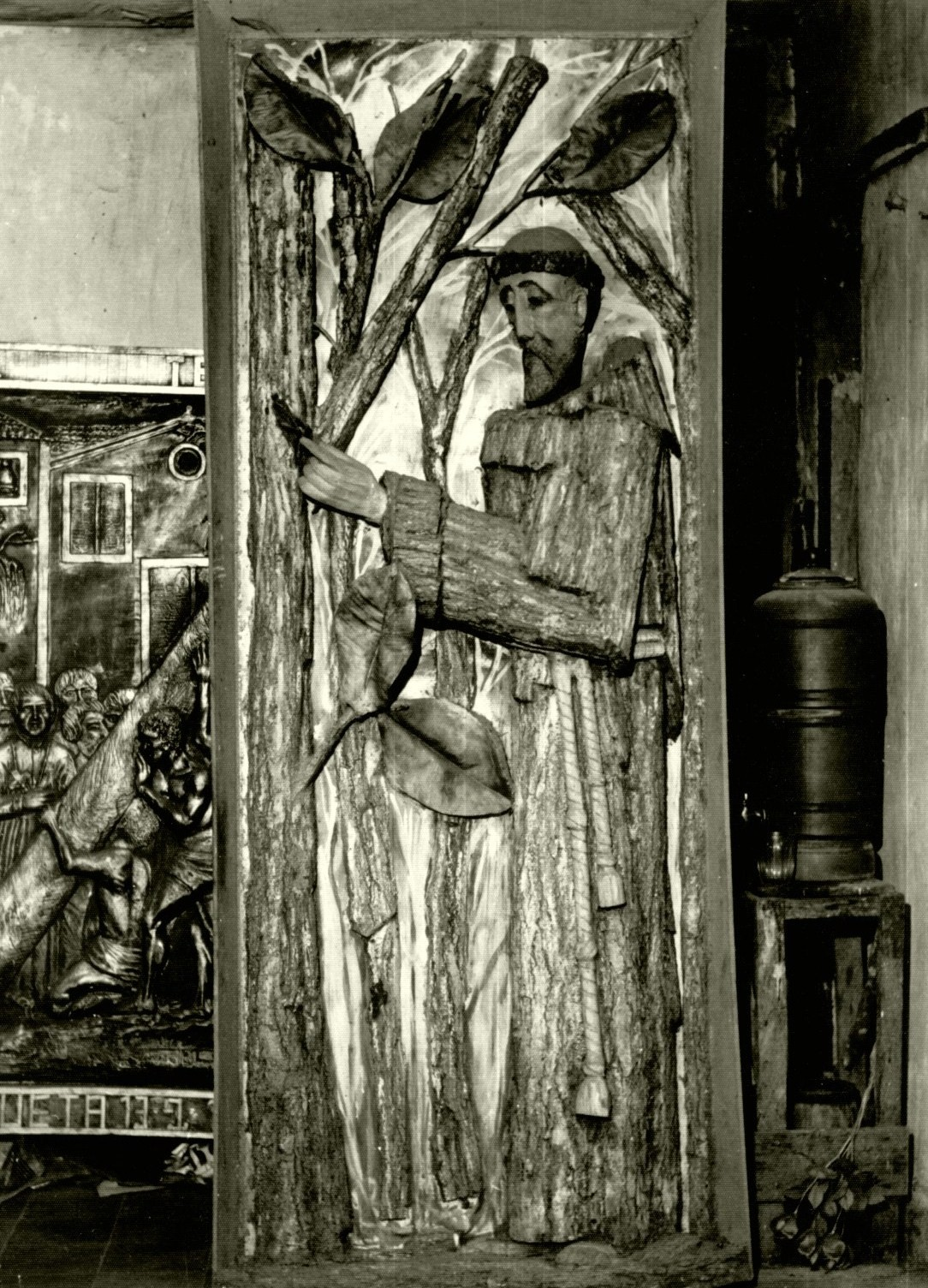
São Francisco.
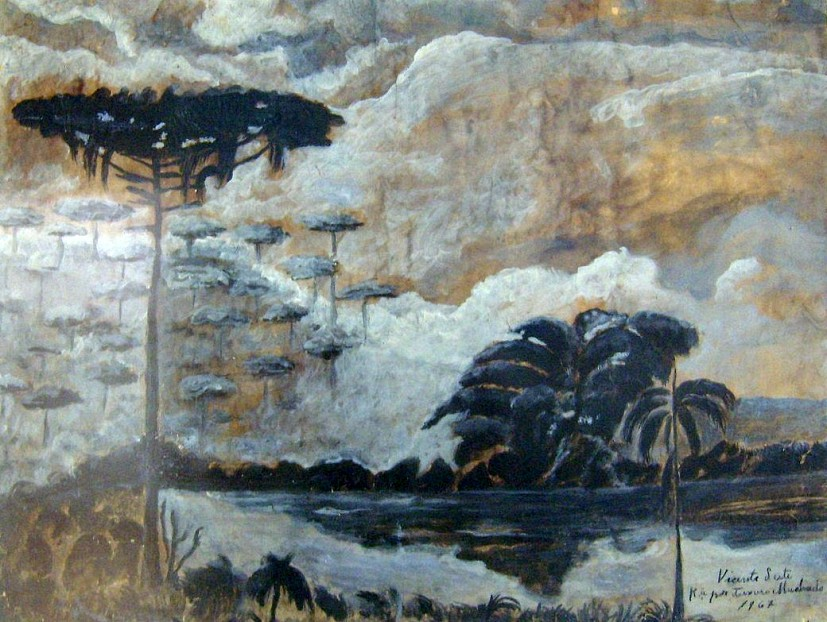
A Lagoa, 46x61, desenho a guache.
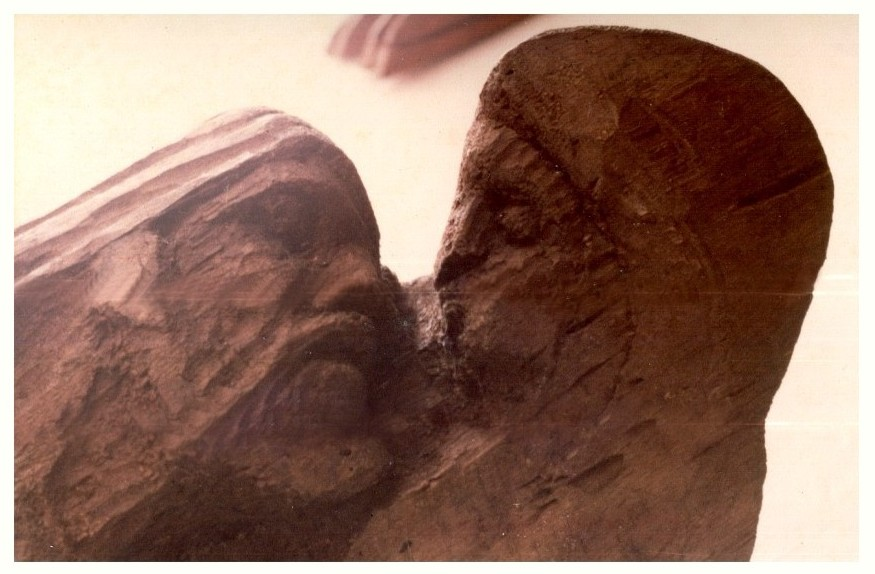
Pietá, escultura em madeira.
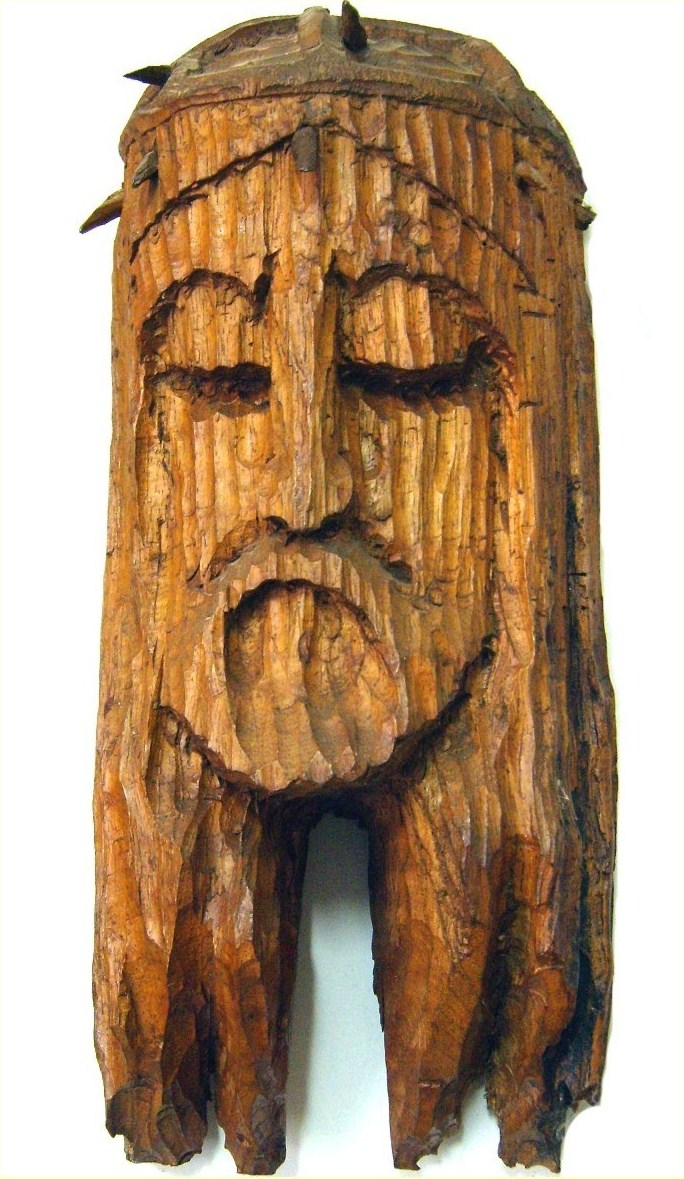
Face de Cristo em madeira, 1970.
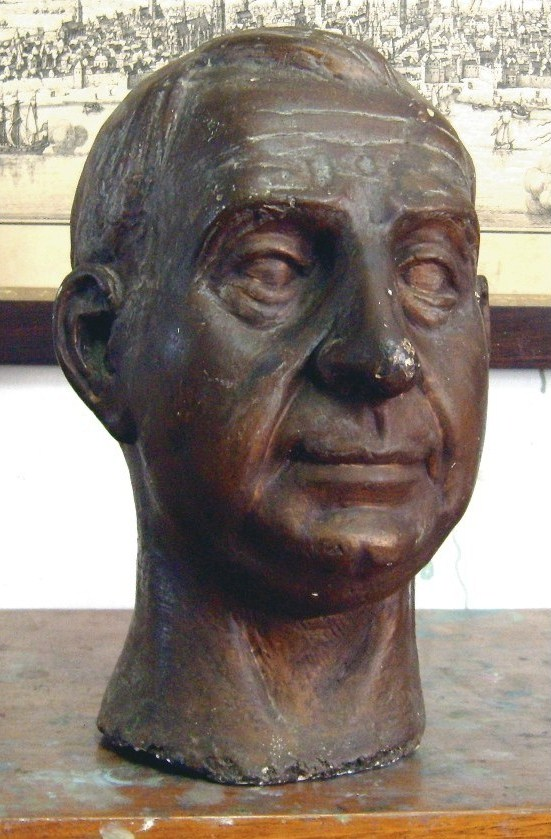
Busto de Rafael Marotta em gesso, 1971.
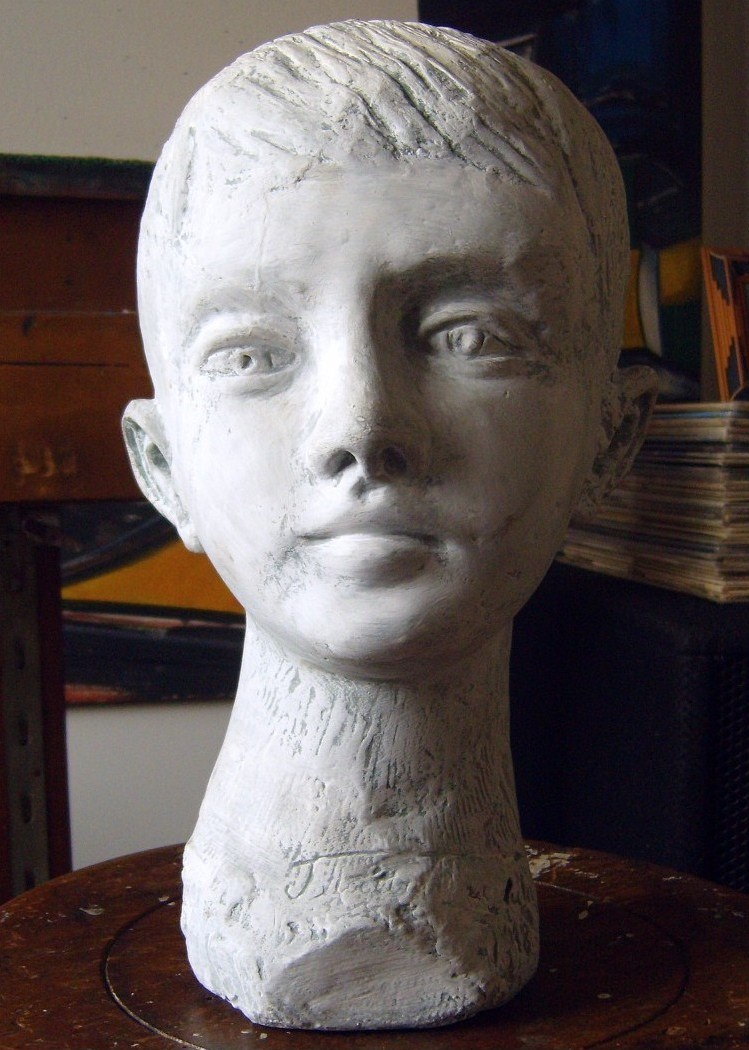
Busto de Gilberto Gomes, 1968.